# ZIL-111
Der ZIL-111 (russisch ЗИЛ-111) ist ein Pkw des sowjetischen Herstellers ZIL. In Abgrenzung zu Fahrzeugen wie dem GAZ-13 Tschaika wurde er der Oberklasse zugeordnet und war für die höchsten Regierungsvertreter vorgesehen.

## Fahrzeuggeschichte

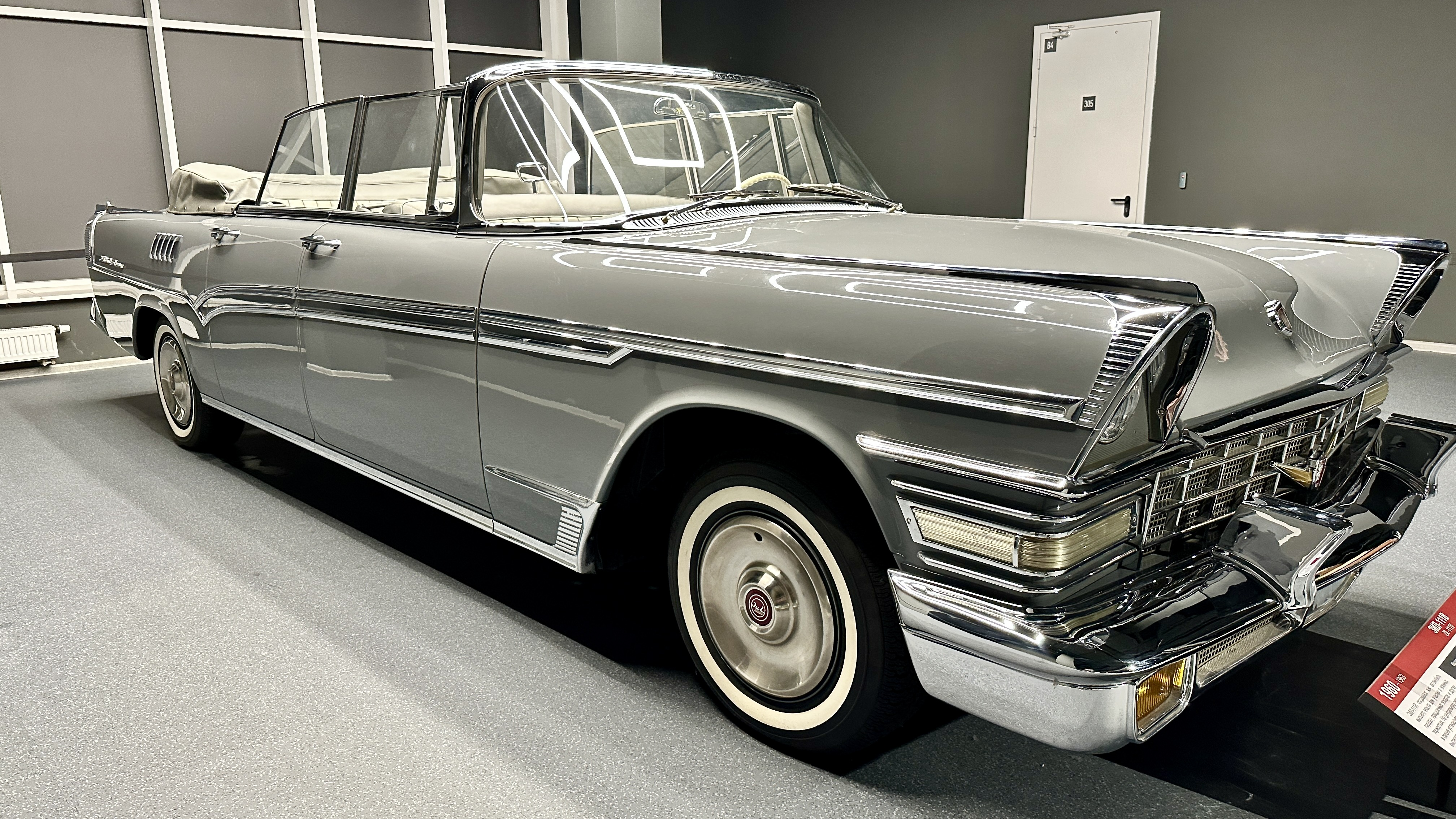
Die erste Version als Cabriolet, ZIL-111W

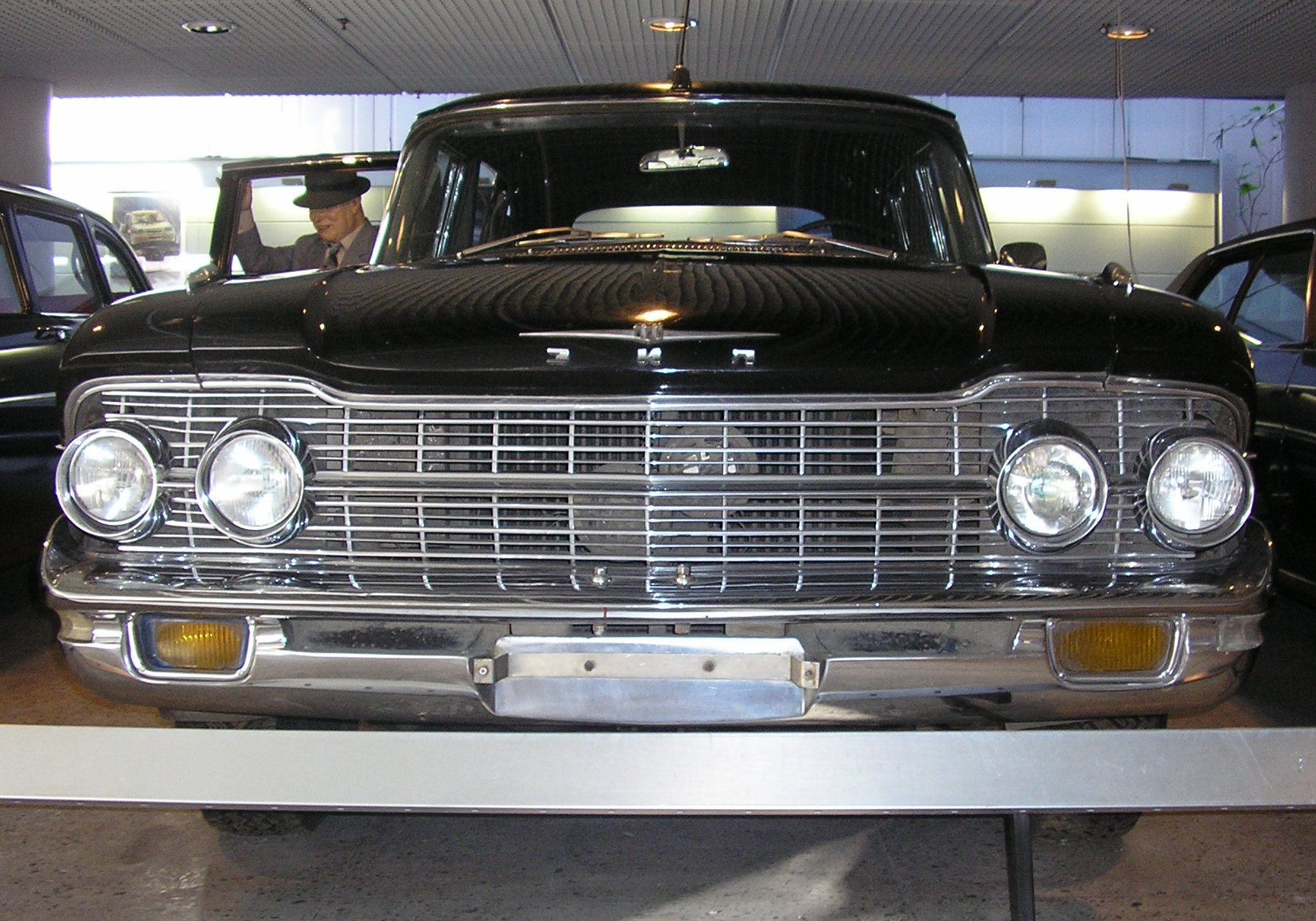
ZIL-111G, gebaut 1963–1967

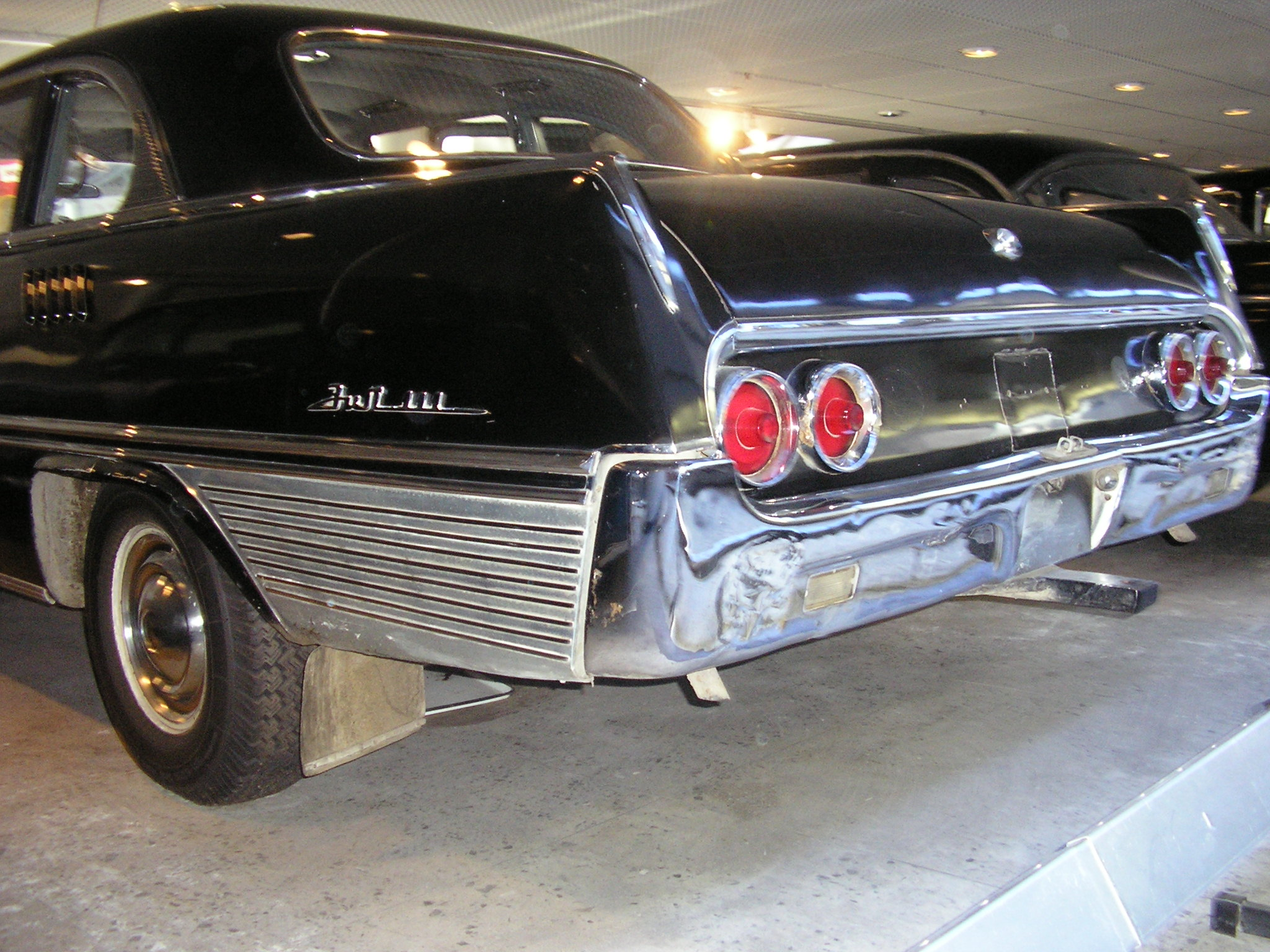
Heckansicht desselben Fahrzeugs (2006)

Bei ZIL wurde ab 1956 für einen Nachfolger des veralteten ZIS-110 gesucht. Dabei entstand zunächst der Prototyp Moskwa, der das Fahrgestell des ZIS-110 mit einer neuen Karosserie vereinte. Nachdem erste Tests wenig erfolgversprechend verliefen, wurde der Prototyp nochmals überarbeitet. Das erste Serienfahrzeug verließ die Fertigung entweder im November 1958 oder erst Anfang 1959.
Wie bereits bei den Vorgänger-Limousinen wurden beim ZIL-111 gestalterische Merkmale US-amerikanischer Straßenkreuzer aufgegriffen und in das Konzept einer repräsentativen Staatslimousine eingebettet. Viele gestalterische Elemente des 1956er Packard Patrician bzw. Executive, insbesondere die markante Scheinwerferpartie, finden sich im ZIL-111 wieder.
Die Limousine diente ausschließlich der sowjetischen Führung. Sie wird von einem V8-Ottomotor angetrieben, der eine Leistung von 147 kW entwickelt. Als Getriebe wird eine zweistufige hydromechanische Automatik verwendet, mit der der Wagen eine Höchstgeschwindigkeit von 170 km/h erreicht. Die Hinterachse wird mit halbelliptischen Blattfedern gefedert, die Vorderachse mit Schraubenfedern mit (anders als beim Tschaika) Hebelstoßdämpfern. Die Fahrzeuge verfügen über Trommelbremsen. Zur Ausstattung zählten neben elektrischen Fensterhebern, Servolenkung und elektrisch betätigter Antenne auch eine elektrisch verstellbare Sitzbank vorn, sowie Weißwandreifen. Türen, Armaturentafel und Sitzbank waren mit Leder bezogen. Unter der Bezeichnung ZIL-111A wurde von 1959 bis 1962 ein Modell mit Klimaanlage gefertigt. Parallel baute ZIL in wenigen Exemplaren auch eine Cabrioausführung mit elektrischer Dachbetätigung unter der Bezeichnung ZIL-111W. 
Im Unterschied zu den Vorgängertypen wurde der ZIL-111 in nur geringer Stückzahl produziert. Durchschnittlich wurden nur 10 bis 12 Fahrzeuge vom Typ ZIL-111 pro Jahr gebaut.
Ab Dezember 1962 oder Anfang 1963 wurde eine äußerlich stark modifizierte Variante ZIL-111G produziert, die wiederum den aktuellen Trends der amerikanischen Automobilmode entsprach. Die geänderten Stoßfänger verringerten die Gesamtlänge um 11 cm. Auch vom ZIL-111G gab es ab 1964 eine Version als Cabriolet, den ZIL-111D. Zum Besuch des amerikanischen Präsidenten Dwight D. Eisenhower entwickelte Eduard Moltschanow eine spezielle Version. Nachfolger aller Modelle wurde der ZIL-114.
Nach Maßgabe einer Quelle war der ZIL-111 Vorbild und Grundlage für die chinesische Repräsentationslimousine Hongqi CA72.

## Technische Daten
Für die überarbeitete Variante ZIL-111G von 1963. Es wurde auch eine mit 10,5:1 verdichtete Variante mit 250 PS (SAE) hergestellt.
- Motor: Achtzylinder-Viertakt-Ottomotor
- Motortyp: „ZIL-111“
- Leistung: 200 PS (147 kW bzw. 220 SAE-PS) bei 4200 min−1
- Drehmoment: 441 Nm bei 2200 bis 2400 min−1
- Hubraum: 5,98 l
- Bohrung: 100,0 mm
- Hub: 95,0 mm
- Verdichtung: 9,0:1
- Getriebe: Zweistufen-Automatikgetriebe, als hydrodynamischer Drehmomentwandler ausgeführt
- Höchstgeschwindigkeit: 170 km/h
- Beschleunigung 0–100 km/h: 23 s[1]
- Treibstoffverbrauch: nominell 19 l/100 km, praktisch bis 29 l/100 km[1]
- Tankinhalt: 120 l
- Antriebsformel: 4×2 (Hinterradantrieb)

Abmessungen und Gewichte
- Länge: 6190 mm
- Breite: 2045 mm
- Höhe: 1637 mm
- Radstand: 3760 mm
- Bodenfreiheit: 210 mm
- Spurweite vorne: 1570 mm
- Spurweite hinten: 1650 mm
- Wendekreis: 15 m
- Anzahl Sitzplätze: 7
- Reifendimension: 8,90-15
- Leergewicht: 2815 kg
- zulässiges Gesamtgewicht: 3340 kg
- Achslast vorne: 1660 kg
- Achslast hinten: 1680 kg